# 三間穴
三間穴是属于手陽明大腸經的腧穴，是大腸經的輸穴。

## 定位
第二掌指關節後橈側凹陷處。

## 主治
咽喉腫痛、牙痛、腹脹等。

## 操作
直刺0.3-0.5寸；可灸。